# Jacques Jouet
Jacques Jouet (Viry-Châtillon, 9 ottobre 1947) è uno scrittore francese.
È membro di OuLiPo dal 1983.

## Biografia
Jacques Jouet è conosciuto all'interno della letteratura moderna nei ruoli di: poeta, romanziere, autore di teatro e racconti brevi, saggista e artista visivo (realizza dei collage). 
Nel 1978, durante uno stage di scrittura diretto da Paul Fournel, Georges Perec e Jacques Roubaud, entra per la prima volta in contatto con OuLiPo, ossia un gruppo di scrittori e matematici di lingua francese che mira a creare opere usando, tra le altre, le tecniche della scrittura vincolata detta anche a restrizione.
Anche Jacques Jouet partecipa, come gli altri membri di OuLiPo François Caradec, Paul Fournel e Hervé Le Tellier, ai Papous dans la tête, opera collettiva sulla cultura francese. 
La sua opera La République de Mek Ouyes è stata trasmessa contemporaneamente in radio e sul web, attraverso il sito ufficiale del suo editore POL.

## Opere

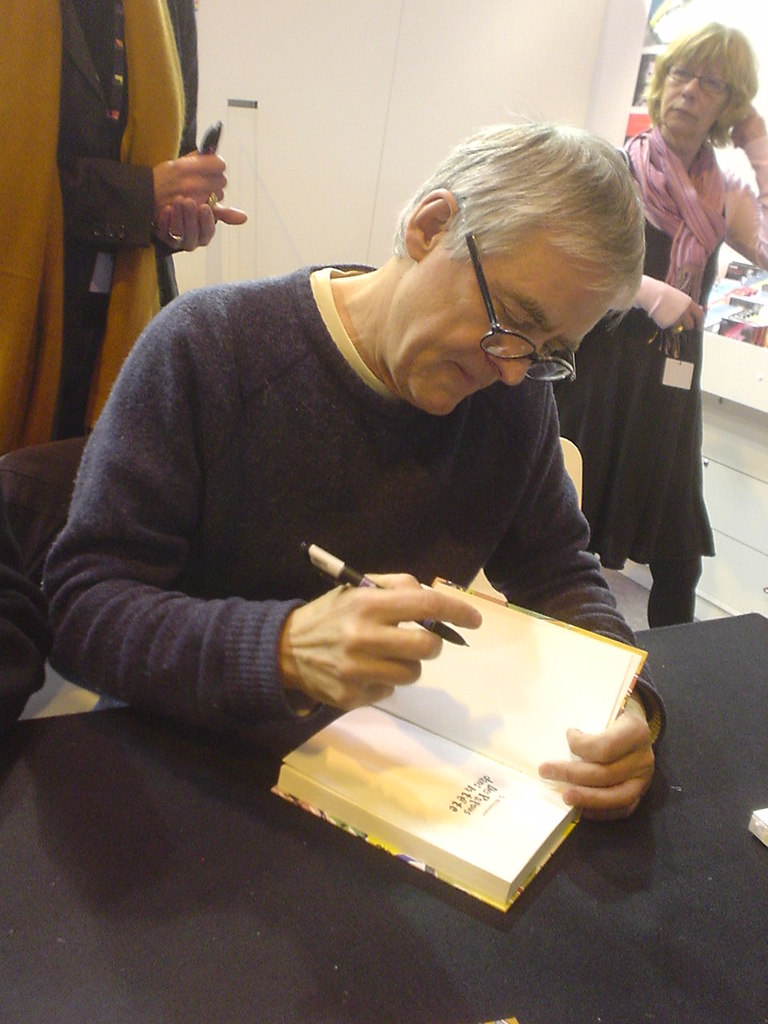
Jacques Jouet al salone del libro nel 2012.

### Letteratura
- Trois fois trois voeux (1994)

- Le Directeur du Musée des cadeaux des chefs d'État de l'étranger
- Navet, linge, œil-de-vieux
- Fins
- Poèmes de métro
- Annette et l’Etna
- Les Bancs d’Excideuil, Éditions de l'Attente, 2001
- Une réunion pour le nettoiement
- La République de Mek-Ouyes
- Poèmes avec partenaires
- Mon bel autocar
- Actes de la machine ronde
- Jules et autres républiques
- Cantates de proximités : scènes et portraits de groupes
- L’Amour comme on l’apprend à l’école hôtelière
- Mek-Ouyes amoureux
- Une mauvaise maire
- Trois pontes
- MRM (premio Max-Jacob 2009)
- Bodo
- L’Histoire poèmes
- Agatha de Mek-Ouyes : La vengeance d’Agatha – Les mariages d’Agath-Ouyes – Agatha de Paris
- Agatha de Beyrouth
- Un dernier mensonge
- À supposer... Éditions NOUS, 2007
- Boilly en trompe-l’œil, Éditions Invenit, 2011.
- Le Cocommuniste, P.O.L., 2014
- Du jour, P.O.L., 2014
- La Dernière France, P.O.L., 2018, (Prix de la Page 112 2018)
- Dos, pensée (poème), revenant, P.O.L., 2019

### Opere collettive
- Numerosi volumi di La Bibliothèque oulipienne, Seghers e Le Castor astral
- La Bibliothèque de Poitiers, Rennes, con Michelle Grangaud et Jacques Roubaud, Presses Universitaires de Rennes, 1999
- Les Papous dans la tête, l'anthologie, dir. Bertrand Jérôme e Françoise Treussard, Gallimard, 2007
- Le Dictionnaire des Papous dans la tête, dir. Françoise Treussard, Gallimard, 2007

### Teatro
(Elenco non esaustivo) 
- Vanghel: Teatro IV
- Mitterrand et Sankara, andato in scena per la prima volta nel 2005, ripetuto nel 2008 al Théâtre des Amandiers, Nanterre
- La République de Mek Ouyes, andata in scena nel 2006 al Théâtre des Amandiers, Nanterre
- L'Amour au travail
- La Chatte bottée
- Annette entre deux pays
- Comment va le monde en un lieu X et un temps Z? (presentato alla Fête de l'Huma 2008 secondo i testi di Jacques Jouet)

### Libri d'artista / libri in collaborazione
- Rendez-vous dans ma rue, ed. Passage piétons, 2001
- Un énorme exercice, con Tito Honegger, ed. art & fiction, 2008
- Paresse, con Tito Honegger, in "Mode de vie", ed. art & fiction, 2010
- Montagneaux, con Tito Honegger, ed. art & fiction, Lausanne, 2012
- Portraits mosnériens, con Ricardo Mosner, edizioni Virgile

## Riconoscimenti
- Prix de la Page 112 nel 2018 per La Dernière France[3].